# Nepheronia buquetii
Nepheronia buquetii is een vlindersoort uit de familie van de witjes (Pieridae).
De wetenschappelijke naam van de soort werd in 1836 gepubliceerd door Jean Baptiste Boisduval.